# Aegiochus weberi
Aegiochus weberi är en kräftdjursart som först beskrevs av Hugo Frederik Nierstrasz 1931.  Aegiochus weberi ingår i släktet Aegiochus och familjen Aegidae. Inga underarter finns listade i Catalogue of Life.